# Kraftwerk Ottmarsheim
Das Kraftwerk Ottmarsheim ist ein Laufwasserkraftwerk am Rheinseitenkanal (franz. Grand Canal d’Alsace) in Frankreich. Es liegt bei Ottmarsheim etwa 15 Kilometer östlich von Mülhausen. Das Kraftwerk Ottmarsheim ist das zweite Kraftwerk im Verlauf des Rheinseitenkanals, der etwa 20 Kilometer flussaufwärts vom Rhein abgeleitet wird. Für die Schifffahrt auf dem Kanal wurde in einem parallelen Kanalabschnitt eine Schleuse mit zwei Schleusenkammern gebaut. Nördlich des Kraftwerks überquert die Autoroute A36 bzw. Bundesautobahn 5 den Rheinseitenkanal und den Rhein auf der Rheinbrücke Ottmarsheim.
Im Versailler Vertrag erhielt Frankreich 1919 für den Rhein als Grenzfluss zwischen Deutschland und Frankreich das alleinige Ausbaurecht. Das 1952 in Betrieb gegangene Kraftwerk ist Teil von Électricité de France.